# ایرشنبرگ
ایرشنبرگ (به آلمانی: Irschenberg) یک شهر در آلمان است که در بایرن واقع شده‌است.

## خصوصیات
ایرشنبرگ ۵۳٫۹۴ کیلومترمربع مساحت دارد ۷۳۱ متر بالاتر از سطح دریا واقع شده‌است.